# 張礨
张磊，直隶天津县（今天津市区）人，清朝政治人物。同进士出身。

## 生平
雍正二年（1724年）甲辰科。乾隆五年（1740年）六月十七日署江苏金山县知县一职，闰六月十六日因丁忧去职。